# Sikeler

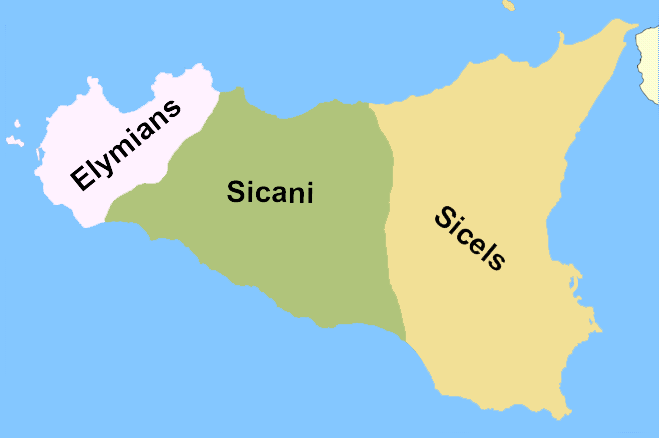
Folkslagen sikeler, elymer och sikaner: den ungefärliga utbredningen innan grekernas ankomst.

Sikeler (latin: siculi) var en av tre folkgrupper som enligt Thukydides bebodde Sicilien innan grekerna och karthagerna koloniserade ön. De andra folkgrupperna var sikaner och elymer. Enligt traditionen hade sikelerna utvandrat till Sicilien från nuvarande Syditalien under sen bronsålder och var huvudsakligen bosatta på östra delen av ön. Det är också från denna folkgrupp, som ön har fått sitt namn.
Den nuvarande staden Taormina var ursprungligen en sikelisk bosättning som erövrades av kartagerna 396 f.Kr. liksom den nuvarande staden Leontini som 729 f.Kr. koloniserades av greker från den närbelägna staden Naxos. Pantalica i närheten av Syrakusa med lämningar från 1200- till 700-talet f.Kr. har tolkats som en sikelisk bosättning.
466-450 f.Kr. gjorde sikelerna under sin furste Douketios det sista organiserade motståndsförsöket från Siciliens urbefolkning gentemot de grekiska kolonisterna. 459 f.Kr. förstörde de den blandade sikelisk-grekiska bosättningen Morgantina.
Deras språk är känt endast genom en inskrift. 